# فرودگاه لالمنیرهات
فرودگاه لالمنیرهات  (به انگلیسی: Lalmonirhat Airport) یک فرودگاه همگانی با کد یاتا LLJ است که یک باند فرود آسفالت دارد. این فرودگاه در کشور بنگلادش قرار دارد .